# 宏佳騰動力科技
宏佳騰動力科技股份有限公司（簡稱宏佳騰）設立於1998年，並創立品牌「AEON」。是台灣一家速克達、沙灘車、全地形車（多功能越野車）、機車、電動車的製造商，以「AEON MOTOR」為品牌名稱，主要從事沙灘車（ATV）、機車生產銷售業務，外銷歐洲、美洲為主。
宏佳騰動力科技股份有限公司起源於1970年鍾進生所創立經營的『冠美塑膠股份有限公司』（現更名為『冠美科技股份有限公司』）主要為代工射出塑膠製品，1982年起逐漸以機車塑膠配件為主。之後看好機車產業發展擴張事業版圖，遂於1998年聘請專業經理人成立『宏佳騰工業股份有限公司』，從事機車、沙灘車、越野車等製造銷售。2003年12月成立『宏佳騰動力科技股份有限公司』，並接手「宏佳騰工業股份有限公司」之機車、沙灘車生產線及銷售營運，為全球沙灘車大廠美國北極星工業提供貼牌設計（ODM）、生產（OEM），是國內少數沙灘車生產業者。
宏佳騰機車自2011年進入台灣市場，車型設計以新潮、創新形象並於2015年邀請巨星周杰倫為品牌代言。在台灣的主要競爭對手為山葉、三陽、光陽、鈴木和摩特動力。
因應全球交通載具電動化趨勢，宏佳騰與Gogoro Network洽談合作，並於2019年8月28號以全新品牌『宏佳騰智慧電車』上市首款智慧電車Ai-1 Sport，
車款以銳利跑格線條為特色，並搭載全球獨家Croxera智慧儀表系統，擁有一鍵導航功能、限速通知及測速照相提醒等領先業界獨家功能，
貼近使用者習慣，將科技結合生活，大幅增加便利性。

## 品牌創世記
- 1998年， 成立『宏佳騰工業股份有限公司』。50/90/125cc速克達開始外銷歐洲、美國市場。
- 2000年， AEON COBRA 50/90cc ATV全地形越野車外銷美國市場。獲選為北極星工業（英语：Polaris Industries）代工廠商，形成自有AEON品牌、ODM、OEM經營模式。
- 2001年， AEON 50/90/125cc ON-ROAD ATV外銷歐洲市場,成為台灣第一家製造ON-ROAD（(有舖裝道路)）版公司。
- 2002年， MINI版 ATV外銷歐洲市場。
- 2003年，成立『宏佳騰動力科技股份有限公司』
- 2004年， Phoenix 200 ATV(Sport)-2WD軸傳動，台灣第一部2WD軸傳動產品。
- 2005年， 榮獲中華民國經濟部金貿獎及小巨人獎。 Cobra 200 ATV (Sport)-2WD鏈條傳動版上市。
- 2006年， Crossland 300 ATV (Utility)-2WD軸傳動版上市。
- 2007年， 為符合美國EPA與CARB新法規Outlaw50/90 ATV (Youth, Sport)、 Sportsman 90ATV (Youth, Utility)車型改版。 Cube 300 UTV-雙人並座2WD軸傳動，為內銷台灣的第一部UTV。
- 2008年， Crossland 350 ATV (Utility)-2WD軸傳動、Cobra 350 ATV (Sport)及Cube 350 UTV-雙人倂座版(4WD軸傳動、獨立懸吊)上市。
- 2009年， Crossland 350 ATV (Utility)- 4WD軸傳動版上市 。 Ranger RZR 170 UTV- 雙人倂座，北極星工業評價為2009年度四項創新產品之一。
- 2010年， Elite350速克達、Elite125速克達、及Urban350速克達進入歐洲及其他市場。 Vanish 電動UTV-馬達電動系統（4WD軸傳動、獨立懸吊），台灣第一部電動版UTV車輛，北美市場上市銷售，全世界惟二之產品。
- 2011年， Co-in 125速克達、My-125機車，Elite250速克達正式在台上市。 350 三輪速克達，台灣第一部三輪速克達進入歐洲市場。 經中華民國證券櫃檯買賣中心核准股票登錄興櫃買賣。
- 2012年， 驚嘆125/150cc速克達在台上市。 邀請周杰倫擔任品牌代言人。 榮獲第九屆國家品牌玉山獎。並於於12月25日正式掛牌上櫃。
- 2013年， Elite300i（黃牌速克達）進入台灣市場。 榮獲遠見雜誌評選為18家突圍品牌企業，ATV & QUAD 雜誌評選，COBRA 400為 300-500cc QUAD第一名、CROSSLAND 400為 300-550cc ATV第三名。
- 2014年， 驚嘆150 Polini動力特仕版速克達與ES150速克達進入台灣市場，Co-in榮獲台灣精品獎。
- 2015年， 3D-350歷經長途跋涉於漫長等待正式上市，首批200台-秒殺完售。榮獲第十二屆國家品牌玉山獎最佳產品首獎。OZS150搭載義大利競速動力系統，4V滾針搖臂噴射引擎，全新上市。Elite300E逆市價上市，以經濟的價格、實用的黃牌路權，取得同級市佔率第二名殊榮。
- 2016年， 3D-350經歷各種挑戰，榮獲台灣精品金質獎最高殊榮。志在冒險挑戰世界活動，聚集141台3D-350締造金氏世界新紀錄。榮獲國家傑出企業領導人玉山獎。
- 2017年， Elite300E及OZS150同時榮獲2017台灣精品獎。與日本新世紀福音戰士聯名推出ES150:TYPE01初號機特仕版，官方原廠授權，限量販售300台。Elite300E同年度再榮獲台灣金品銀質獎。榮獲第四屆卓越中堅企業獎。
- 2019年，宏佳騰在 6 月 27 日宣告將攜手 Gogoro 推出同級最強智慧電車，正式從燃油車進軍電動車市場。

宏佳騰導入 Gogoro 智慧電動車整體解決方案，2019年夏季推出使用 Gogoro Network 智慧電池交換平台服務的智慧電動機車。
宏佳騰以「Future Mobility」（未來的移動性）為願景打造全新的電動機車，新車款擁有過去就有的 CROXERA 智慧儀表系統的 Turn-by-turn 導航、限速提醒、測速照相提醒和來電通知等功能。宏佳騰表示針對智慧電動機車開發的新一代智慧儀表將搭載全新功能，並提供車主更升級的體驗，完整呈現騎乘所需資訊，同時滿足移動的安全與便利性。
宏佳騰執行長林東閔表示：「宏佳騰在機車市場持續突破與革新，不僅領先同業在燃油機車上搭載全新智慧儀表系統，更以前瞻思維看準市場趨勢，早在 2016 年即開始布局電動機車市場。全新智慧電車將延續宏佳騰的創新 DNA，除了擁有潮流、高識別度的設計外型，更將結合科技帶來更好的使用者體驗，創造出與眾不同的智慧電車。」

### 子公司列表
| 地區     | 公司名稱             | 主要產品     | 備註 |
| -------- | -------------------- | ------------ | ---- |
| 中華民國 | 名成車業股份有限公司 | 機車批發銷售 |      |
| 中華民國 | 華成車業股份有限公司 | 機車批發銷售 |      |
| 薩摩亞   | Asia Energy Limited  | 一般投資業務 |      |

## 主要產品

### 速克達（SCOOTER）
| - 100CC - 150CC： - CO-IN 110(鼓)/125(碟) - Dory 115 - OZ 125/125E | - 150CC - 250CC： - OZS 150 - OZ Polini 150 - ES 150 - Urban 180 - Elite 250 - STR250 (245.1cc) | - 250CC以上： - Elite 300i/300E/300R - Elite 400i ABS - 3W Elite 350 （前二輪，後一輪） - 3D-350/350R （前二輪，後一輪） - STR300 （278cc） |

### 檔車 （MOTORCYCLE）
| - 100CC - 150CC： - MY 125 - MY 150 |

### 全地形車（SIDE BY SIDE）
- CUBE 300
- CUBE 350

### 運動越野車（SPORT ATV）
| - 100CC以下： - COBRA 50 - MINIKOLT 50 | - 150CC - 250CC： - COBRA 100 - COBRA 220 | - 250CC以上： - COBRA 320 - COBRA 350 - COBRA 400 |

### 工程越野車（UTILITY ATV）
| - 400CC以下： - CROSSLAND 300 - CROSSLAND 350 4X4 - CROSSLAND 350 RX | - 400CC以上： - CROSSLAND 400 4X4 - CROSSLAND 400 RX - Crossland 600 EFI 4X4 |

### 電動越野車（ELECTRICITY ATV）
- Vanish

### 智慧電車 （ELECTRICITY SCOOTER）
- Ai-1 Ultra Belt ABS（普通重型電動機車）
- Ai-1 Ultra ABS（普通重型電動機車）
- Ai-1 Sport/+（普通重型電動機車）
- Ai-2 Gather（普通重型電動機車）
- Ai-1 More（普通重型電動機車）
- Ai-3 More（普通重型電動機車）
- Ai-4 Ever（輕型電動機車）

## 金氏世界紀錄
- 2016年6月18日，宏佳騰主辦AEON 3D-350 志在冒險 挑戰世界活動，經官方認證總共有141輛AEON 3D-350 參加。打破了由荷蘭在2009年拿下，共集結了110台三輪車共同參與遊行活動的記錄。挑戰路線起點為台南市新化區的那拔國小，出發後前往宏佳騰總公司集合，全程一共5.5km。[2][3]

## 外部連結
- 宏佳騰機車 （页面存档备份，存于）
- 宏佳騰機車的Facebook專頁
- YouTube上的宏佳騰動力科技頻道